# Brda (fiume)
Il Brda è un fiume che attraversa la Polonia, ha una lunghezza di 238 chilometri.